# Thomas Occleve
Thomas Occleve (Londres, 1369? — Southwick, Sussex, 1426) va ser un poeta anglès.
Se'n destaca la influència de Geoffrey Chaucer. Va escriure The Letter of Cupid (1402) i The Male Regimen, que descriu de forma pintoresca el Londres de la seva joventut.